# 佐々木萌美
佐々木 萌美（ささき もえみ、1985年6月10日 - ）は、元さくらんぼテレビジョンアナウンサー。結婚・同局からの退社を経て、2014年10月1日からは、結婚後の本名である遠藤 萌美（えんどう　もえみ）名義で松竹芸能所属のフリーアナウンサーとして活動している。

## プロフィール
- 北海道出身[1]。弟子屈町（0歳から3歳まで）、厚岸町を経て、釧路町で育つ。北海道釧路湖陵高等学校、青山学院大学文学部英米文学科卒業。
- 2009年にNHK釧路放送局に契約キャスターとして入局[2]。
- その後、2010年10月さくらんぼテレビジョンに移籍[1]。2014年9月30日付で同社を退職。
- 結婚して大阪に転居、2014年10月松竹芸能と契約[3]。
- さくらんぼテレビ時代は生年月日は非公表だったが、同僚アナだった丹後谷愛のブログには自分と同い年という記述があった[4]。松竹芸能でのプロフィールでは公表している。

## 出演

### 現在
- 6時のわかやま（テレビ和歌山、月曜キャスター、2018年4月2日 - ）
- 竹内弘一のズキュ〜ン♡（KBS京都ラジオ、アシスタントとして隔週で出演、2015年10月13日 - ）
- 虹色ねっとわーく（J:COM東大阪、大阪府東大阪市の広報番組、隔週水曜および毎週木・金曜キャスター）

### 過去

#### さくらんぼテレビ
- SAYスーパーニュースWEEKEND（2010年10月-2013年9月）
- SAYスーパーニュース（2013年10月7日-2014年9月26日）
- FNNスピーク（山形ローカルパート)
- FNN県内ニュース&天気（2013年4月1日-2014年9月）
- FNS27時間テレビ 笑っていいとも!真夏の超団結特大号!!徹夜でがんばっちゃってもいいかな?（FNSアナウンサーがんばった歌謡大賞、2012年7月21日-7月22日）[5]
- SAY's selection（2010年10月-2013年9月。企業広報番組）

#### 松竹芸能
- 藤本敦士のDASH宣言!（MBSラジオ）-アシスタントオーディションに出場。2014年12月27日開催のチャンピオンシップ大会・予選ラウンドAグループで市川いずみ（元・山口朝日放送アナウンサー）に敗れる[6]。
- RUNキャス!～RUN CASTLE!～（ラジオ関西、2016年1月・2月、毎週月曜19:30-20:00） - 世界遺産姫路城マラソンの応援番組で、陸上競技・女子1500メートル日本記録保持者の小林祐梨子（スポーツコメンテーター）と共にナビゲーターを担当。『News Tonight いいおとな』出演開始の前日（同年2月28日）に開かれた第2回大会では、ランナーの1人として出場したところ、4時間54分30秒で完走した[7]。
- やのぱんのお得でイチバン!!（ABCラジオが2017年2月まで平日の早朝に放送していたラジオショッピング番組）
- News Tonight いいおとな（ラジオ大阪、ナビゲーター、2016年2月29日 - 2018年3月31日）
- 正直不動産 第8話（2022年5月24日、NHK）- アナウンサー 役（声の出演）